# Biblioteca Pública Episcopal de Barcelona
La Biblioteca Pública Episcopal de Barcelona (BPEB) o Biblioteca Pública Episcopal del Seminario de Barcelona es la biblioteca que está ubicada en el edificio del Seminario Conciliar de Barcelona. Fundada en el año 1772, es la biblioteca pública conservada más antigua de la ciudad, y acoge un grande e importante fondo de libro antiguo y moderno, sobre todo relevante en teología, ciencias eclesiásticas y humanidades, con un total de 360.507 volúmenes. Entre estos destaca una colección de 95 incunables, 625 manuscritos, alguno de ellos escrito incluso en árabe, el más antiguo de los cuales es del siglo XIV. También es importante la colección de aproximadamente 10 000 gozos (composiciones poéticas, de carácter popular, que se dirigen a la Virgen, a Cristo o a los santos), del siglo XVII hasta la actualidad, siendo una de las colecciones de gozos más importantes de Cataluña.
La BPEB pertenece a la Archidiócesis de Barcelona, forma parte del sistema de bibliotecas de la Universidad Ramon Llull y colabora con el Catálogo Colectivo del Patrimonio Bibliográfico Español.

## Historia
La biblioteca fue erigida en el año 1772 por el obispo Josep Climent i Avinent, cuando se fusionaron la Biblioteca del Seminari Conciliar (o Colegio del Obispo), creada en el año 1593, con la del Colegio de Nuestra Señora de Belén, de la Compañía de Jesús, fundada en el año 1545. Su emplazamiento original fue en la Rambla de Barcelona. Recibe la denominación de "Pública" a partir de la Pragmática Sanción de 1767, promulgada por el rey Carlos III, en la que se decretaba la expulsión de los Reinos de la Corona de España de los jesuitas, la ocupación de sus edificios y la confiscación de todos sus bienes, incluidas sus bibliotecas. De hecho, la mayoría de ellas, como en el caso de Barcelona, fueron a parar a los Seminarios Conciliares más cercanos. Finalmente, "per justificar davant del poble que es donava utilitat a totes aquestes biblioteques, l’Estat manà als bisbes receptors que fessin tot el que fes falta per fer públiques les biblioteques dels Jesuïtes, i es va pactar un sou per a contractar bibliotecaris" [para justificar ante el pueblo que se daba utilidad a todas estas bibliotecas, el Estado ordenó a los obispos receptores que hicieran todo lo que hiciese falta para hacer públicas las bibliotecas de los jesuitas, y se pactó un sueldo para contratar a bibliotecarios]. Por lo que respecta al propio Colegio de Belén, en Barcelona ocurrió algo diferente, ya que "los colegios solían seguir siendo centros de enseñanza. En Barcelona, el colegio de Belén se convirtió en el Seminario Conciliar de Barcelona...".
El 25 de junio de 1775 Félix Amat recibió el nombramiento real de primer bibliotecario de la Biblioteca Pública Episcopal de Barcelona. No obstante, no es hasta el mes de enero de 1776 cuando la Biblioteca abrió sus puertas al público, situada en el segundo piso del edificio del Seminario. Félix Amat de Palou fue bibliotecario entre los años 1775 y 1785. Entre el 1785 y el 1803 escribió su Historia eclesiástica e hizo el primer inventario de todos los libros de la biblioteca. Es precisamente en el año 1785 cuando se hace el primer inventario serios de todo el fondo de la Biblioteca: el Inventario de los libros contenidos en la Biblioteca... lo confeccionó el entonces bibliotecario Joaquín Nicolás Rincón. La clasificación de la Biblioteca estaba dividida en 8 grandes secciones, con un total de 16.976 volúmenes.
Su sucesor fue su sobrino Ignacio Torres Amat (1768-1811), que fue bibliotecario entre 1795 y 1808, y que proyectó e inició el famoso Diccionario de escritores catalanes. También fue bibliotecario el hermano de Ignacio, Félix Torres Amat. Ambos instalaron en la biblioteca una sala destinada a los autores catalanes, con la colaboración del bibliotecario Ignacio Palaudaries (que fue bibliotecario entre 1816 y 1824) y del obispo de Barcelona Pablo de Sichar. Fue un anexo con entidad propia y se anuncia como Biblioteca de autores catalanes en la edición del Diario de Barcelona del 15 de noviembre de 1819.
El mes de febrero de 1882 el Seminario se traslada desde la Rambla al nuevo edificio construido en la calle Diputación, donde se ubica actualmente. Los libros de la BPEB se embalaron y se trasladaron al sótano de la nueva construcción y permanecieron en esta situación durante quince años hasta que, gracias al cardenal Salvador Casañas, la biblioteca se instaló en el espacio que ocupa actualmente. La Biblioteca no se termina de instalar definitivamente hasta el año 1924.
Durante la Guerra Civil español los libros se depositaron en la Biblioteca de Cataluña, aunque no obstante se quemaron algunas colecciones importantes. En este sentido, se trasladaron a la Biblioteca de Cataluña más de 500 manuscritos en cuatro periodos: entre el 2 y el 4 de julio, y entre el 2 y el 5 de noviembre de 1937; el 15 de noviembre de 1938; y finalmente el 10 de enero de 1939. Todos estos manuscritos se devolvieron el 9 de enero de 1943, con el mandato como director de Josep Gros i Raguer.
Cuando se volvió al Seminario, la BPEB se instaló en la planta baja del edificio y fue nuevamente catalogada por Jaume Barrera i Escudero (1879-1942). Los bibliotecarios Àngel Fàbrega i Grau (1921-2017) i Antoni Briva i Mirabent (1926-1994) la trasladaron otra vez al primer piso. Antes de la Guerra civil española, concretamente en el año 1916, la Biblioteca ya tenía 50.000 volúmenes. Acabada la Guerra Civil, la Biblioteca vuelve a funcionar a partir del 10 de diciembre de 1940, aunque no es hasta el 22 de febrero de 1944 que tiene lugar la inauguración de la sala de lectura, con una conferencia del entonces Director de la Biblioteca Central de la Diputaicón de Barcelona. Posteriormente, en el año 1964 se traslada al actual primer piso del edificio del Seminario, donde se ubica en la actualidad.
Josep Maria Martí Bonet, nombrado bibliotecario en el año 1971 y que lo fue hasta 2018, con la ayuda del a Facultad de Teología de Cataluña y del mismo Seminario, contrató a bibliotecarias para la catalogación de los más de 370.000 libros que contiene actualmente la BPEB, habiendo desde entonces bibliotecarios profesionales que se encargan de la gestión de la Biblioteca, además del director titular en la Junta de Gobierno del Seminario. En 2011 se inauguró la reforma de la Sala de Lectura de la Biblioteca, con 242m2, 47 puntos de lectura y actualmente con más de 10.000 volúmenes de acceso libre. El 16 de marzo de 2016 se inauguró la reforma de los depósitos de almacenaje de la Biblioteca, de acceso restringido.

## Bibliotecarios y directores de la Biblioteca
Desde sus inicios, la Biblioteca ha tenido la siguiente relación de bibliotecarios, y posteriormente, directores:
- 1775-1785 : Félix Amat de Palau y Pons
- 1785 : Joaquín Nicolás Rincón (durante tres meses)
- 1785-1789 : Vicente Lobo Arjona
- 1789-1795 : José Domínguez Balbuena
- 1795-1808 : Ignacio Torres Amat
- 1808-1816 : Gaspar Llauger
- 1816-1824 : Ignacio Palaudaries
- 1824-1847 : Alejandro Almazor
- 1848-1859 : Josep Farguell
- Finales del siglo XIX : Antoni Fàbregues i Caneny
- 1918-1936 / 1942 : Jaume Barrera i Escudero
- 1943-1948 : Josep Gros i Raguer
- 1957-1963 : Quirze Estop i Puig
- 1963-1964 : Antoni Briva i Mirabent
- 1964-1969 : Àngel Fàbrega i Grau
- 1969/70-1971 : Joan Bada i Elias
- 1971-2018 : Josep Maria Martí i Bonet
- 2018-Actualidad : Josep Maria Turull i Garriga